# 沙里頓鎮區 (密蘇里州沙里頓縣)
沙里頓鎮區（英語：Chariton Township）是位於美國密蘇里州沙里頓縣的一個行政鎮區。

## 地方資料
沙里頓鎮區的面積為140.84平方千米，當中陸地面積為135.37平方千米，而水域面積為5.46平方千米。根據2020年美國人口普查的數據，當地共有人口257人，而人口密度為每平方千米1.82人。